# Gesellschaft der freyen Künste zu Leipzig

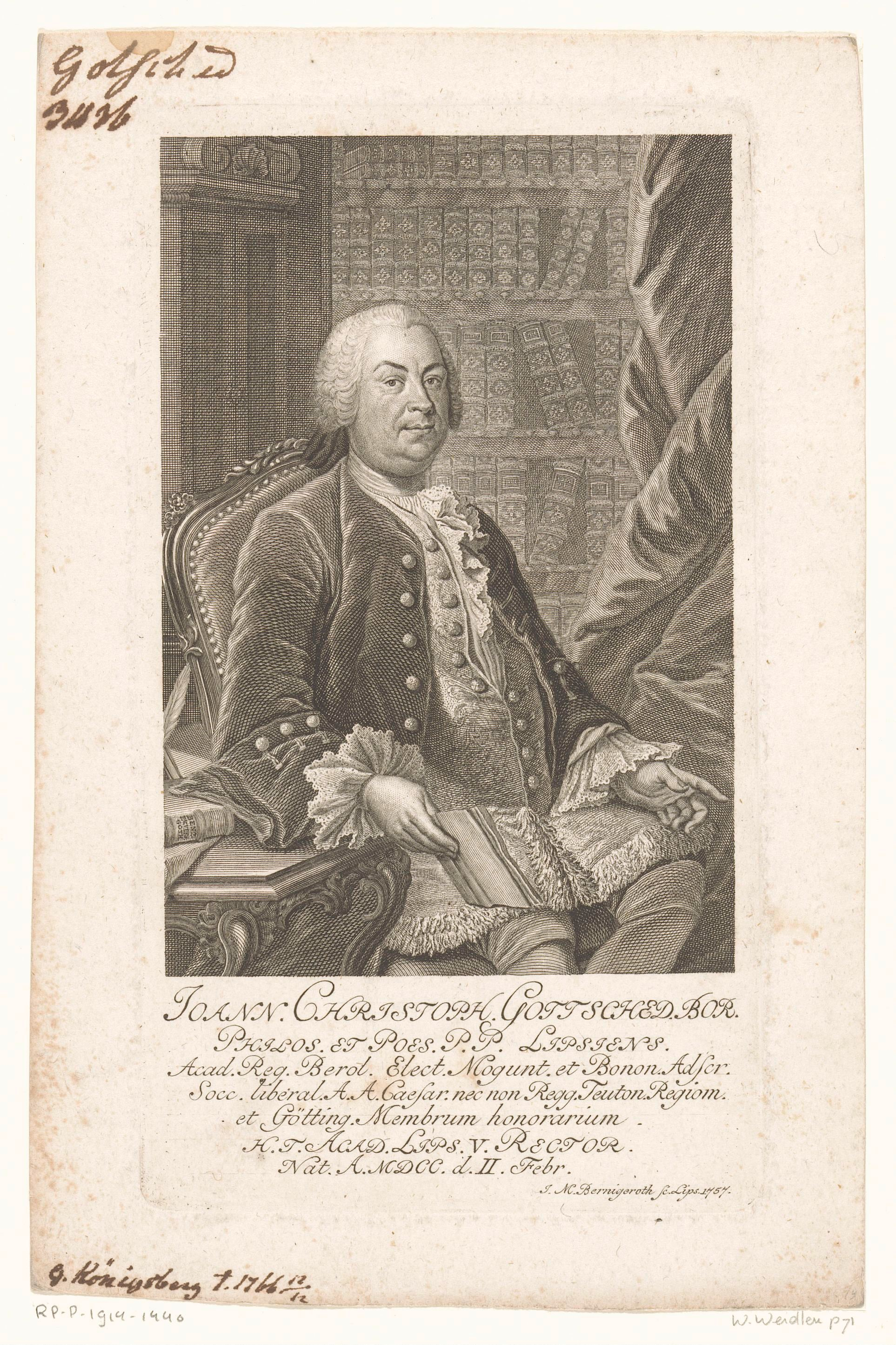
Johann Christoph Gottsched (Kupferstich von Johann Martin Bernigeroth, 1757)

Die Gesellschaft der freyen Künste zu Leipzig war eine gelehrte Sozietät, die 1752 von Johann Christoph Gottsched in Leipzig begründet wurde und bis zum Ende des 18. Jahrhunderts bestand.
Die Gesellschaft der freyen Künste zu Leipzig ging aus zwei studentischen Rednergesellschaften hervor (der Nachmittäglichen und der Vormittäglichen), in denen sich Studenten seit 1728 unter dem Vorsitz von Johann Christoph Gottsched zu rhetorischen Übungen trafen. Als Gründungsdatum der Gesellschaft der freyen Künste zu Leipzig gilt der 5. September 1752, zugleich der 30. Geburtstag des sächsischen Kurprinzen Friedrich Christian, als auf einer von Gottsched veranstalteten sogenannten Rednerhandlung an der Universität Leipzig über Jean-Jacques Rousseaus Kulturkritik diskutiert wurde. Am 5. März 1753, dem Hohen Friedrichstag zur Feier des sächsischen Kurfürsten Friedrich August II., trat die Gesellschaft erstmals öffentlich in Erscheinung. Der Gesellschaft gehörten sowohl Gelehrte als auch gebildete Adelige an. 370 deutsche, teilweise auch ausländische Mitglieder sind namentlich bekannt, zumeist Professoren, Pfarrer, Beamte, Juristen, Lehrer, Schriftsteller und Militärs.
1795 wurde die seit Gottscheds Tod schrumpfende Gesellschaft im Leipziger Adreß-, Post- und Reise-Kalender letztmals erwähnt.

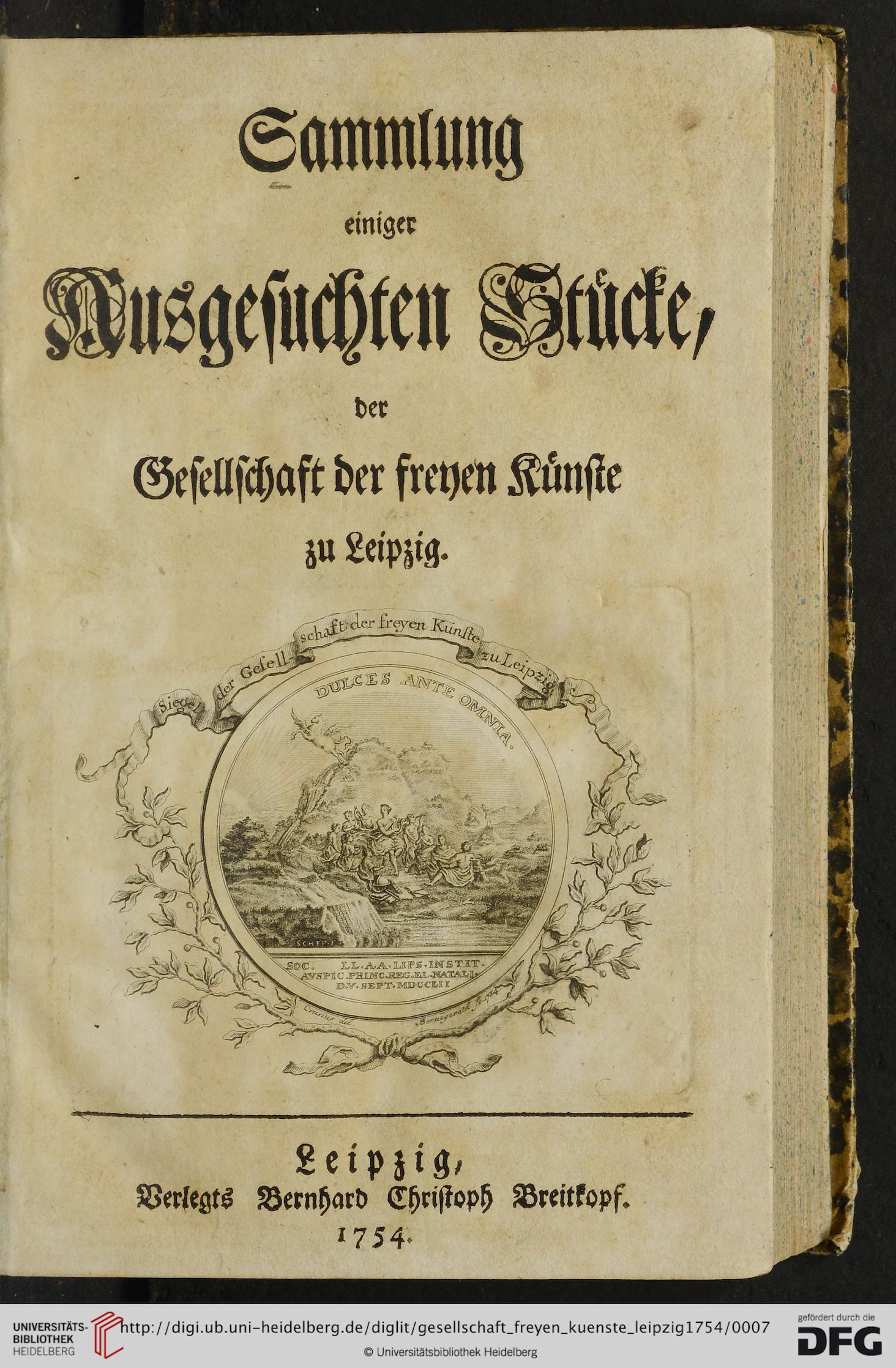
Titelblatt des ersten Teils der „Sammlung einiger ausgesuchten Stücke der Gesellschaft der freyen Künste zu Leipzig“ (1754) mit dem Siegel der Gesellschaft

Laut Statuten war der Zweck der Gesellschaft, „allerley Materien die ins weite Feld der schönen Wissenschaften, die Sprachen, Alterthümer, Geschichte, Beredsamkeit und Dichtkunst, zwar überhaupt von allen Völckern, und Zeiten, sonderlich aber der Deutschen gehören, abzuhandeln, und in deutscher Sprache ans Licht zu stellen.“ Über die Aktivitäten der Anfangsjahre berichtete Gottsched in seiner Zeitschrift Das Neueste aus der anmuthigen Gelehrsamkeit (1751–1762). Die Mitglieder hatten ein Exemplar ihrer Publikationen an die Bibliothek der Gesellschaft abzuliefern, aus der 1793 86 mittelhochdeutsche und frühneuzeitliche Handschriften sowie 132 gedruckte Bücher von der Kurfürstlichen öffentlichen Bibliothek zu Dresden angekauft wurden. Einzelne kürzere Beiträge erschienen in der gesellschaftseigenen Zeitschrift Sammlung einiger Ausgesuchten Stücke der Gesellschaft der freyen Künste zu Leipzig (1754–1756).
Bald nach der Gründung der Gesellschaft der freyen Künste zu Leipzig kam es zu Tochtergründungen in Kassel (ab 1754), in Zittau (ab 1755) und Zwickau (ab 1755).